# Хийлдсбърг (град, Калифорния)
Хийлдсбърг (на английски: Healdsburg) е град в окръг Сонома, щата Калифорния, САЩ. Хийлдсбърг е с население от 11 840 жители (по приблизителна оценка от 2017 г.) и обща площ от km². Намира се на 32 m надморска височина. ЗИП кодовете му са 95448, а телефонният му код е 707.